# Ops (geslacht)
Ops is een geslacht van vlinders van de familie Lycaenidae.

## Soorten
- O. melastigma (De Nicéville, 1887)
- O. oeta De Nicéville, 1895
- O. ogyes De Nicéville, 1895